# Цилиндрическая печать

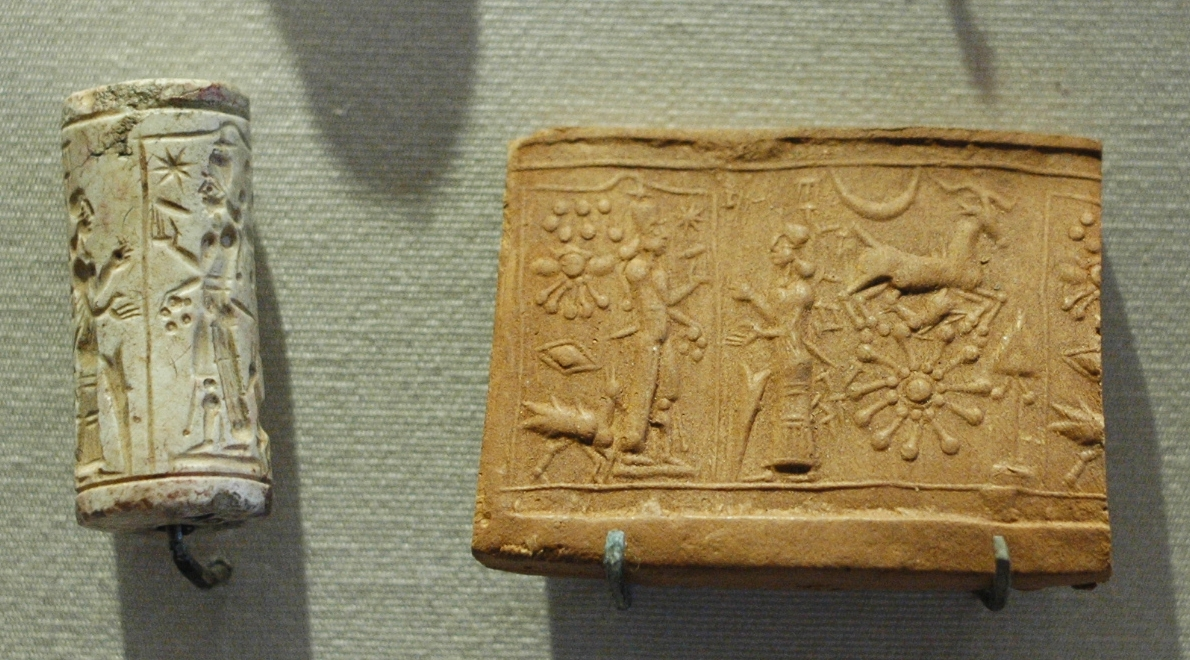
Ассирийская цилиндрическая печать из известняка и современный гипсовый слепок её изображения, содержащего мотив поклонения богу Шамашу; Лувр

Цилиндрическая печать — выточенный из камня небольшой цилиндр с продольным осевым отверстием, который использовался в Древнем мире в качестве удостоверения личности автора документа или свидетеля его подписания. Боковая поверхность цилиндра (труцил) содержала уникальную резьбу по камню, как правило, содержащую религиозный сюжет. Наибольшее распространение цилиндрические печати получили в Месопотамии, где, начиная с шумерского периода, такая печать являлась важнейшим, всегда носимым с собой, атрибутом человека.

## Способы изготовления
Цилиндрические печати обычно изготовлялись специальными мастерами из твердого камня. Известны цилиндрические печати из аметиста, гематита, мыльного камня, известняка, обсидиана, нефрита, сердолика, карнеола, халцедона и других природных минералов. Наиболее престижным материалом в Месопотамии для изготовления печатей среди простых горожан считался лазурит, царские печати могли быть изготовлены из полудрагоценных камней. В Древнем Египте цилиндрические печати изготавливались также из стекла и фаянса.
Большинство цилиндрических печатей изготавливались таким образом, чтобы после прокатывания по мягкому материалу (например, по мокрой глине) получалось выпуклое изображение. Рисунки и орнаменты самой печати при этом делались вдавленными. Однако, некоторые цилиндрические печати, предназначенные в основном для других письменных материалов, сами изготавливались выпуклыми и использовались, например, для нанесения краски на документ из пергамента, папируса и др.

## Распространение

Оттиск цилиндрической ольмекской печати. Около 650 г. до н. э.

Регионы распространения и находок цилиндрических печатей:
- Месопотамия (относятся к шумерскому, аккадскому и вавилонскому периодам);
- Северный Кавказ (Майкопская культура);
- Древний Египет;
- Крит (минойская культура);
- Анатолия (относятся к Хеттскому царству, Митанни и Урарту);
- Иран (относятся к Эламу и к Ахеменидам);
- Мезоамерика.

Подавляющее большинство таких печатей было обнаружено именно в Месопотамии. Это связано с тем, что сырая глина, в то время использовавшаяся там как писчий материал, была наиболее приспособлена для использования цилиндрических печатей.

## Применение
Оттиски цилиндрических печатей обнаружены на разнообразных поверхностях, преимущественно на глиняных табличках, а также на одежде, амулетах и на разнообразных других писчих материалах. Часто цилиндрические печати прокатывались по кускам глины, опечатывающей двери, сосуды и др. для подтверждения неприкосновенности складов и запасов. Иногда цилиндрические печати имели очень широкое распространение, иногда использовались лишь царем, его ближайшими приближёнными и писцами.

### Цилиндрические печати в Месопотамии
Наибольшее распространение и применение цилиндрические печати получили в Месопотамии, где являлись неотъемлемым звеном документооборота. У культур этого региона было принято оформлять сделки на глиняных табличках с участием свидетелей, при этом продавец, покупатель и свидетели «подписывались» своими цилиндрическими печатями. Иногда сделку удостоверял местный чиновник, исполняя роль «нотариуса».
Если горожанин терял свою печать, было принято посылать гонцов в разные части города, которые кричали на каждой улице об утере печати таким-то человеком и о том, что более такая печать недействительна.
Цилиндрическую печать человека после его смерти обычно клали вместе с ним в могилу вместе с его другими личными ценностями.

## Цилиндрические печати как исторический источник
Цилиндрические печати являются важным источником для изучения истории государств Древнего мира. Это связано с тем, что множество таких печатей, будучи изготовленными из камня, хорошо сохранились и содержат много уникальных сцен из религиозных обрядов. Изучением изображений на печатях занимается наука сфрагистика.

## Интересный факт
Царь Аккада Римуш был убит в результате заговора знати, которая использовала печати в качестве оружия. По сообщениям Omina, «великие» забросали его цилиндрическими каменными печатями. Как считается, эта уловка заговорщиков была вызвана запретом находиться с оружием возле царя.

## Галерея

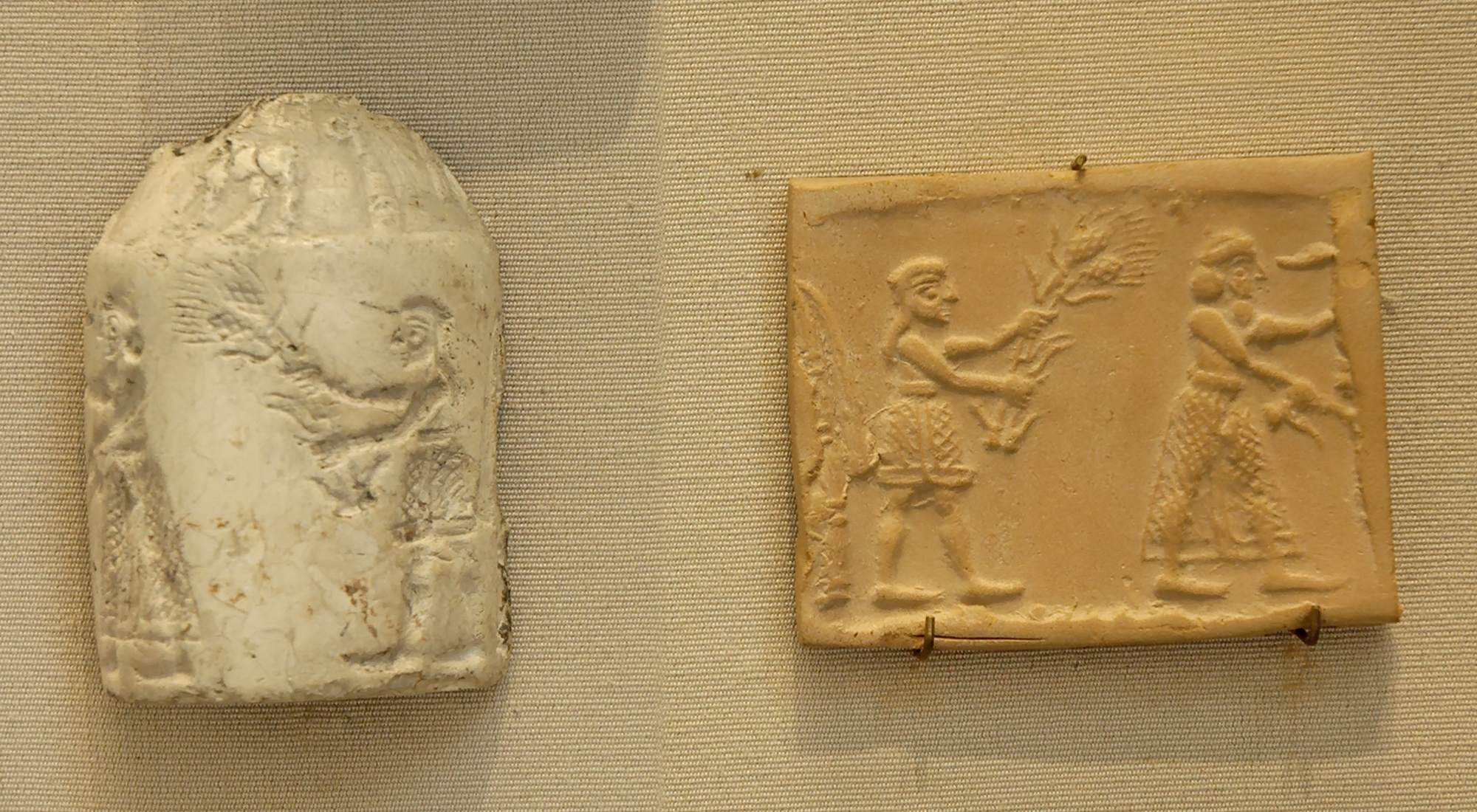
Цилиндрическая печать урукского периода и его отпечаток, ок. 3100 г. до н. э. Лувр.
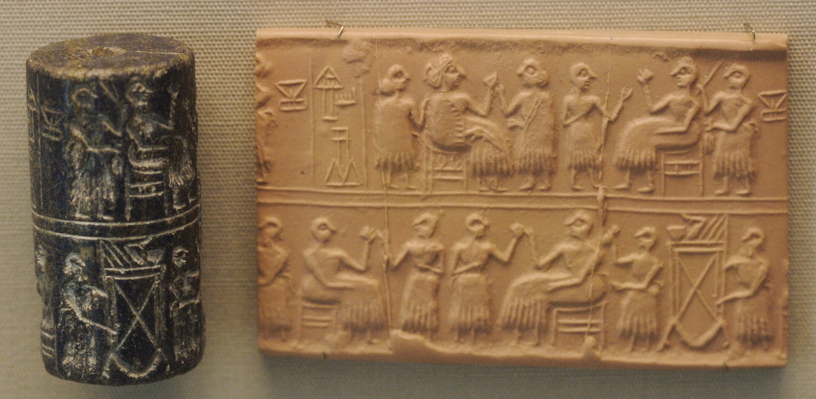
Цилиндрическая печать Первой династии Ура — царицы Пуаби, найденная в её могиле, датирована около 2600 г. до н. э., с современным отпечатком. Надпись 𒅤𒀀𒉿 𒊩𒌆Пу-А-Би-Нин «Королева Пуаби».
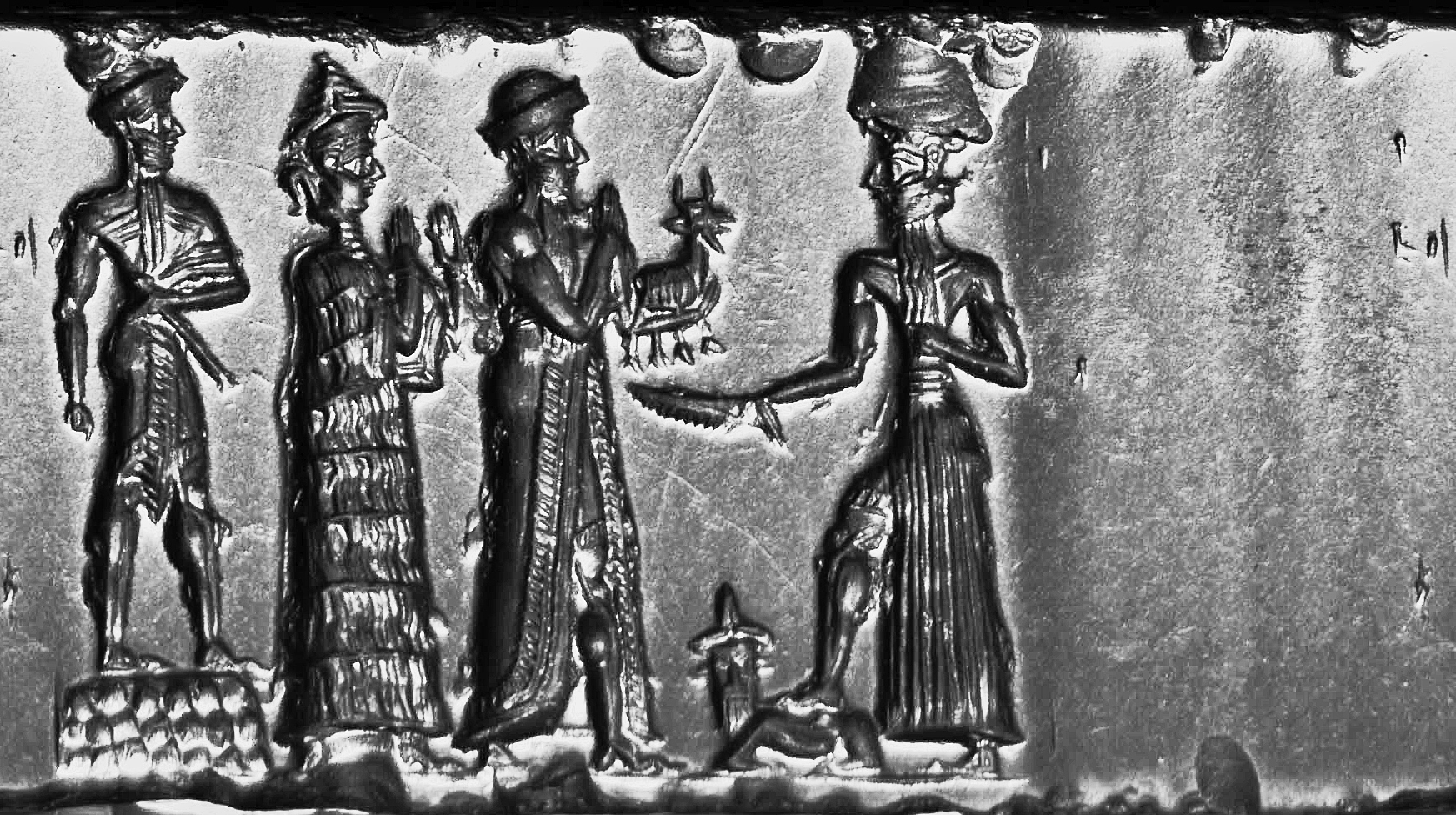
Старая вавилонская цилиндрическая печать, ок. 1800 г. до н. э., гематит. Линейное изображение с камеры (перевёрнутое, чтобы напоминать отпечаток).
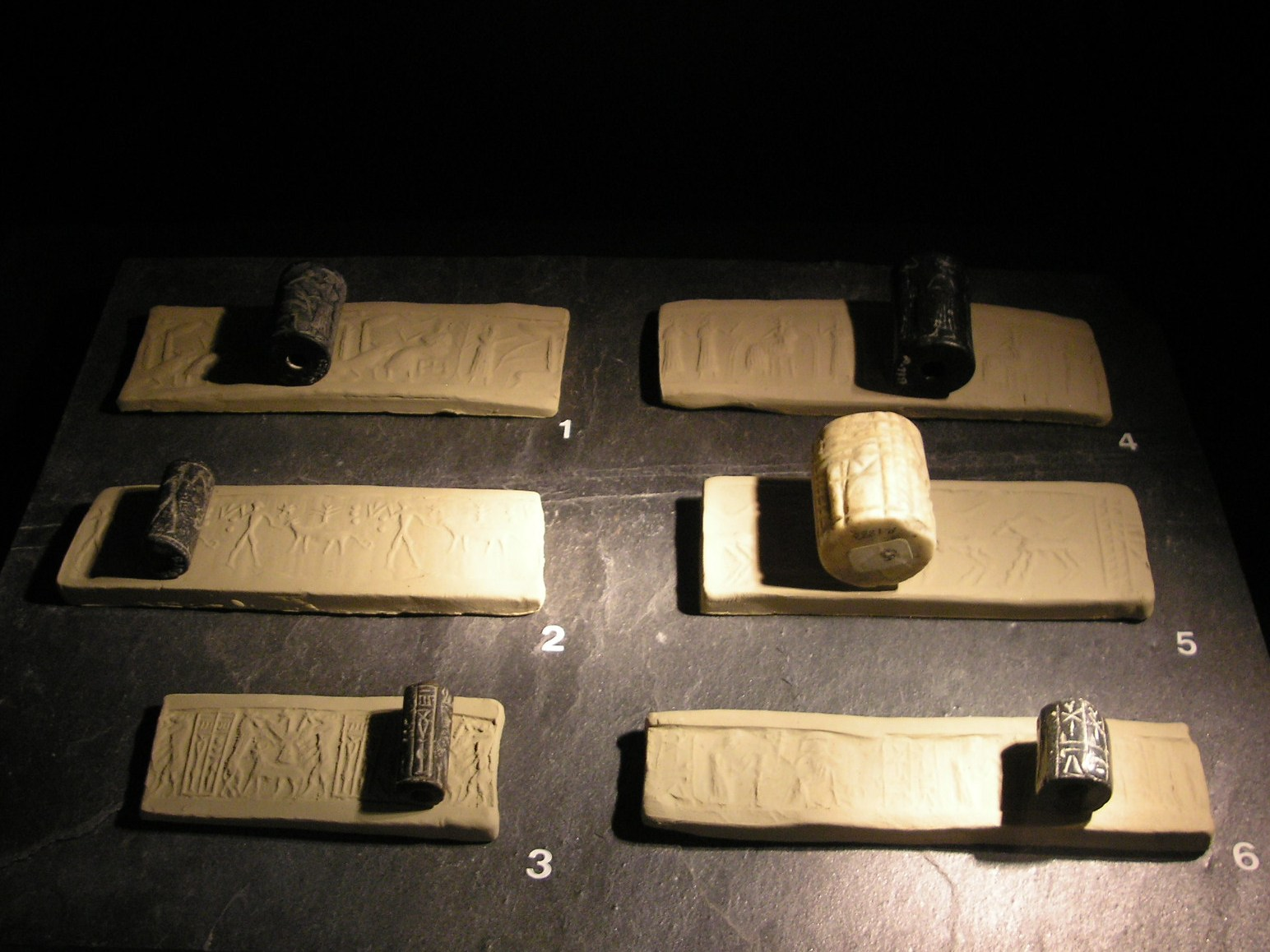
Сравнение размеров печатей с их отпечатками полос (современные/текущие отпечатки)
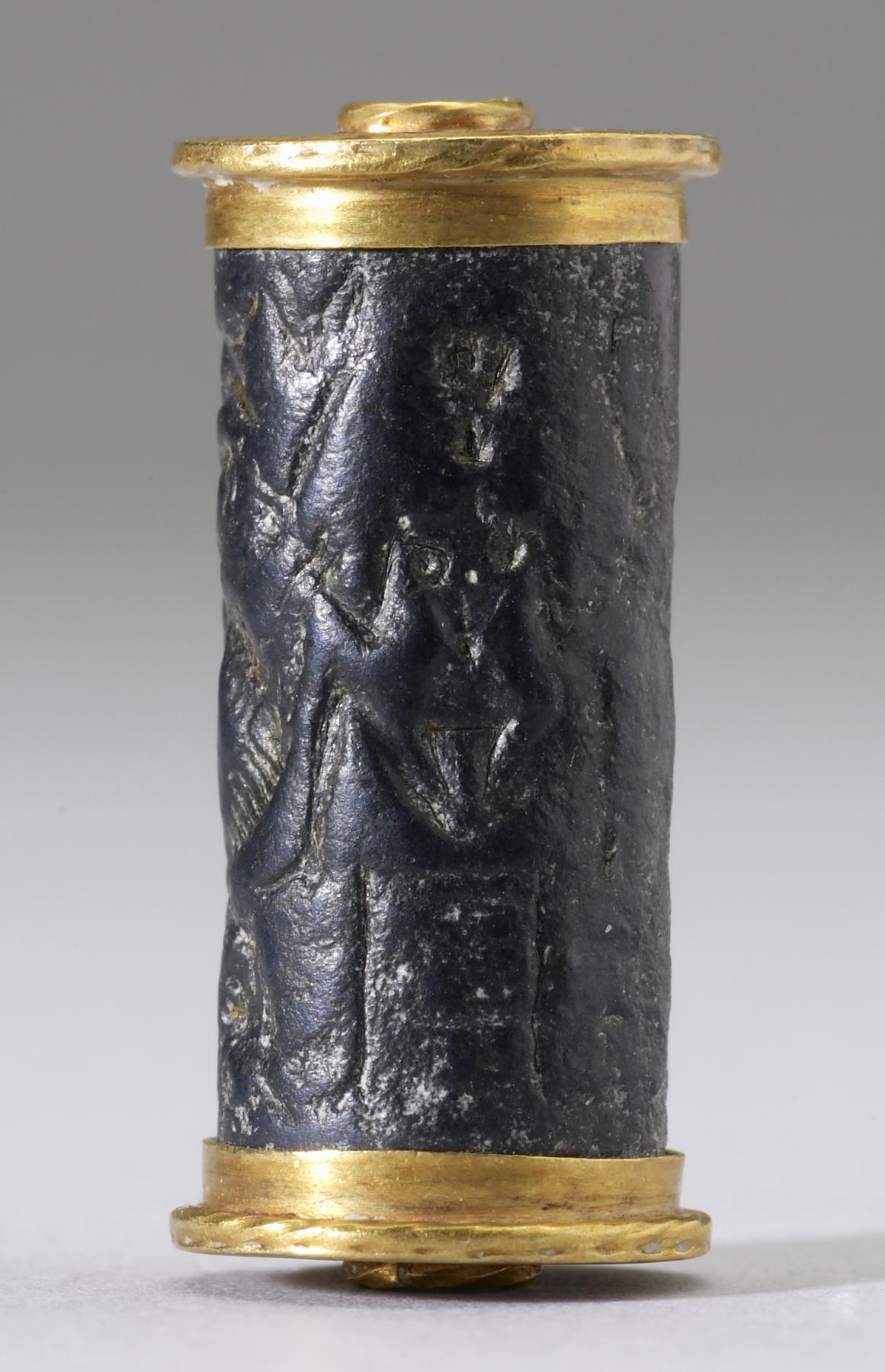
На этой цилиндрической печати с Кипра изображены две обнажённые женские фигуры. Каждая держит цветок, символ плодородия.[5] Художественный музей Уолтерс.
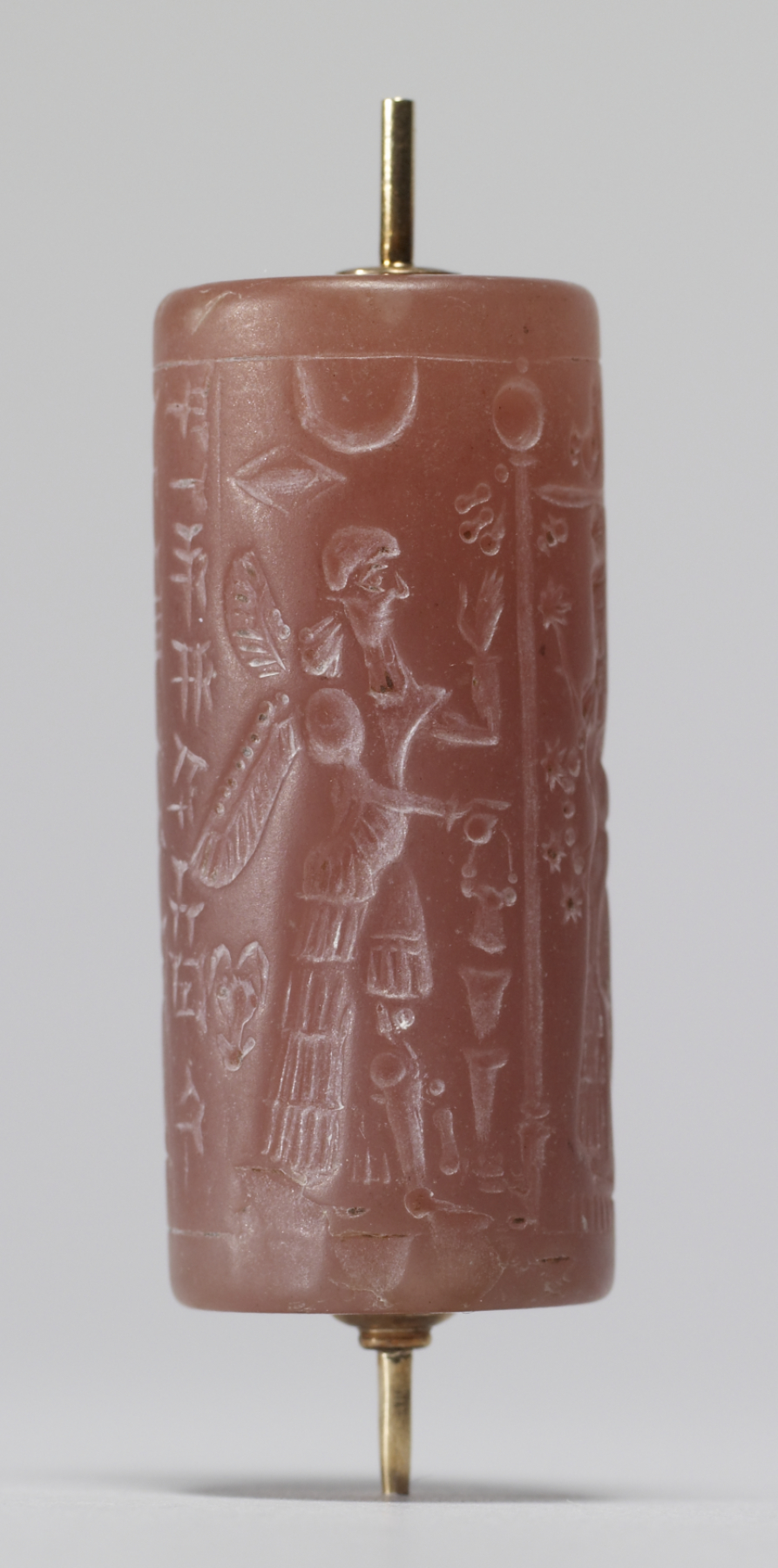
Эта новоассирийская цилиндрическая печать показывает ритуал с крылатыми защитными божествами. Художественный музей Уолтерс.
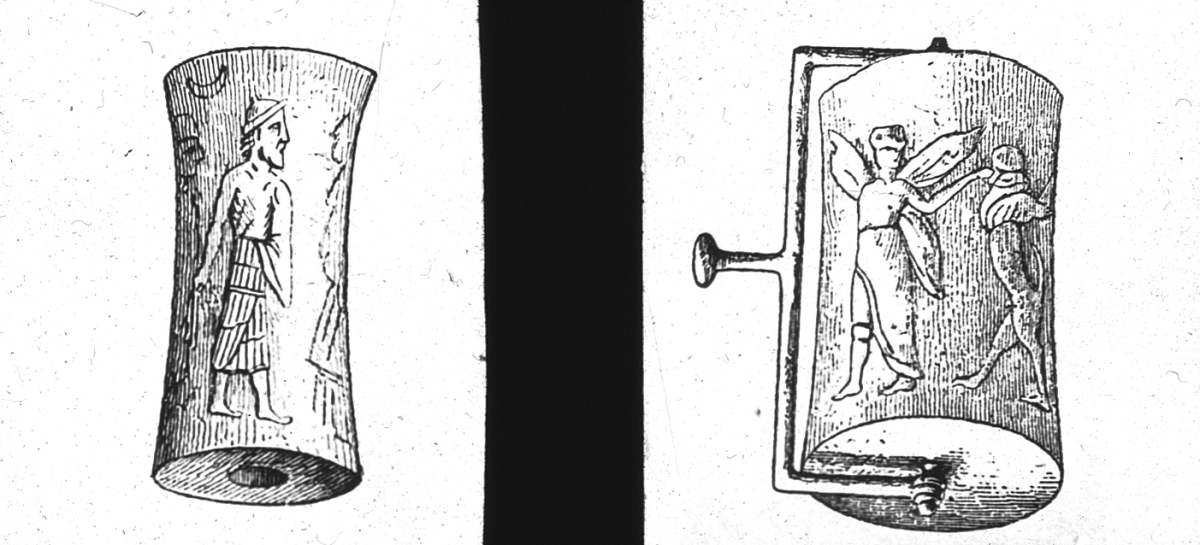
Ассирия. Печати, показывающие способ установки; архивы Бруклинского музея, архивная коллекция Goodyear